# Fredy García Loayza
Pour les articles homonymes, voir Freddy García, García et Loayza.
Fredy Manuel García Loayza, né le 22 novembre 1959 à Tacna, est un entraîneur péruvien de football.

## Biographie
Surnommé Petróleo García, ses débuts comme entraîneur restent liés au Coronel Bolognesi, club emblématique de Tacna, sa ville natale, tant comme entraîneur-adjoint que comme responsable de l'équipe réserve (le Sport Bolito). En 2007, il assure l'intérim de l'équipe première du club.
Parti du Bolognesi en 2008, il prend les rênes du Diablos Rojos de Juliaca puis, la même année, il obtient son premier titre avec le Total Clean en remportant le championnat de 2e division. En 2010, il récidive et remporte à nouveau le championnat de D2 avec le Cobresol FBC.
C'est au Real Garcilaso de Cuzco, entre 2011 et 2014, qu'il connaît son expérience la plus durable comme entraîneur. Au sein de ce club, il remporte la Copa Perú en 2011 puis frôle à deux reprises le championnat de 1re division, puisqu'il est vice-champion du Pérou en 2012 et 2013. Il fait parler de lui durant la Copa Libertadores 2013 lorsque son équipe atteint les quarts-de-finale, après avoir éliminé le Nacional de Montevideo.
La suite de sa carrière est plus discrète et on le voit entraîner d'autres clubs de 1re division tels l'Ayacucho FC et le León de Huánuco, dernier club qu'il ne peut sauver de la relégation en 2015. En 2017, il revient à Cuzco, cette fois-ci pour diriger l'autre grand club de la ville, le Cienciano del Cusco, en 2e division.

## Palmarès(entraîneur)
| Total Clean - Championnat du Pérou D2 (1) : - Champion : 2008. |  | Cobresol FBC - Championnat du Pérou D2 (1) : - Champion : 2010. |  | Real Garcilaso - Championnat du Pérou : - Vice-champion : 2012 et 2013. - Copa Perú (1) : - Vainqueur : 2011. |